# Laura Illeborg
Anne Laura Illeborg (født 8. januar 1969, død 1. oktober 2024) var en dansk sangerinde og musiker. Hun var datter af ordblinde-institutleder Kristin Dahl Illeborg og historiker Steen Illeborg.

## Karriere
Laura Illeborg voksede op på Nørrebro i København sammen med sin mor og lillebror Jakob Illeborg. Hun påbegyndte sin musikalske karriere i gruppen Sold Out, der bl.a. bestod af hendes lillebror samt satirikeren Oliver Zahle. Hun solodebuterede med sit første studiealbum Lyv Mig Natten Lys i 1996, som blev positivt modtaget af de danske anmeldere. Det samme gjaldt efterfølgeren Sværger og Lover fra 1998, der i GAFFA afstedkom følgende bemærkninger fra Jan Opstrup Poulsen: "Hun synger med både et glimt i øjet og ægte sårbarhed i en række formfuldendte sange, der runder de nære emner i en forførende poetisk form." Hendes største kommercielle succes kom efterfølgende med albummet Lidt In Love i 2002. Titelsangen er blevet anvendt som soundtrack i flere spillefilm heriblandt Oh Happy Day (2004), En Kort En Lang (2001) og Bytte Bytte Baby (2023). Dernæst fulgte God Vagt i 2007, før en række gruppeprojekter satte soloudgivelserne i bero. Dem genoptog hun i 2018 akkompagneret af Niels Dahl (Vildnis) på bas, Knud Møller (Johnny Madsen) på albummet Det Går Tit Godt og Exitstrategi i 2020, som i 2022 blev efterfulgt af Disse Kanter, hvilket nu inkluderede Rune Funch (Once Around The Park) på guitar og Jesper Elnegaard på trommer. Disse albums affødte 3 landsdækkende turnéer i henholdsvis '19, '20 & '22.

## Samarbejder
Parallelt med sine soloprojekter engagerede Laura Illeborg sig gennem årene i flere samarbejdsprojekter. Det første af dem resulterede i 2004 i duo-albummet Hjertekamre med Jens Lysdahl. Senere slog hun sig sammen med sin mangeårige veninde og klezmersanger Channe Nussbaum i projektet Illeborg & Nussbaum, hvilket blev til et selvbetitlet album fra 2012 samt Månen Ligger På Gulvet fra 2016. Under COVID-pandemien i 2020 genfandt Illeborg en anden gammel samarbejdspartner, musiklæreren Peter Hegård (Fløjl), og udgav med ham EP'en "Syv Andre Sange", under kunstnernavnet Velur. I sine seneste år spillede Illeborg koncerter i selskab med Bagkataloget, et nystartet projekt, hvor hun sammen med radioværten og debattøren Torben Steno i et live-format kiggede tilbage og genbehandlede sange fra begge musikeres diskografi.

## Privat
Laura Illeborg uddannede sig til sygeplejerske i 2006, hvorefter hun arbejdede i en årrække på Obstetrisk afdeling på Rigshospitalet og dernæst hos en praktiserende læge på privatklinik i Lyngby. Hun var gift med forhenværende forlagsredaktør, journalist og forfatter Jakob Kvist. De boede i København og fik sammen tre børn.
Hun fik en hjerneblødning under en koncert d. 28. september 2024, og døde d. 2. oktober 2024.

## Diskografi
- Lyv Mig Natten Lys (1996)
- Sværger Og Lover (1998)
- Lidt In Love (2002)
- Hjertekamre (2004)
- God Vagt (2007)
- Illeborg & Nussbaum (2012)
- Månen Ligger På Gulvet (2016)
- Det Går Tit Godt (2018)
- Exitstrategi (2020)
- Syv Andre Sange (2020)
- Disse Kanter (2022)